# Krubbans lekplats

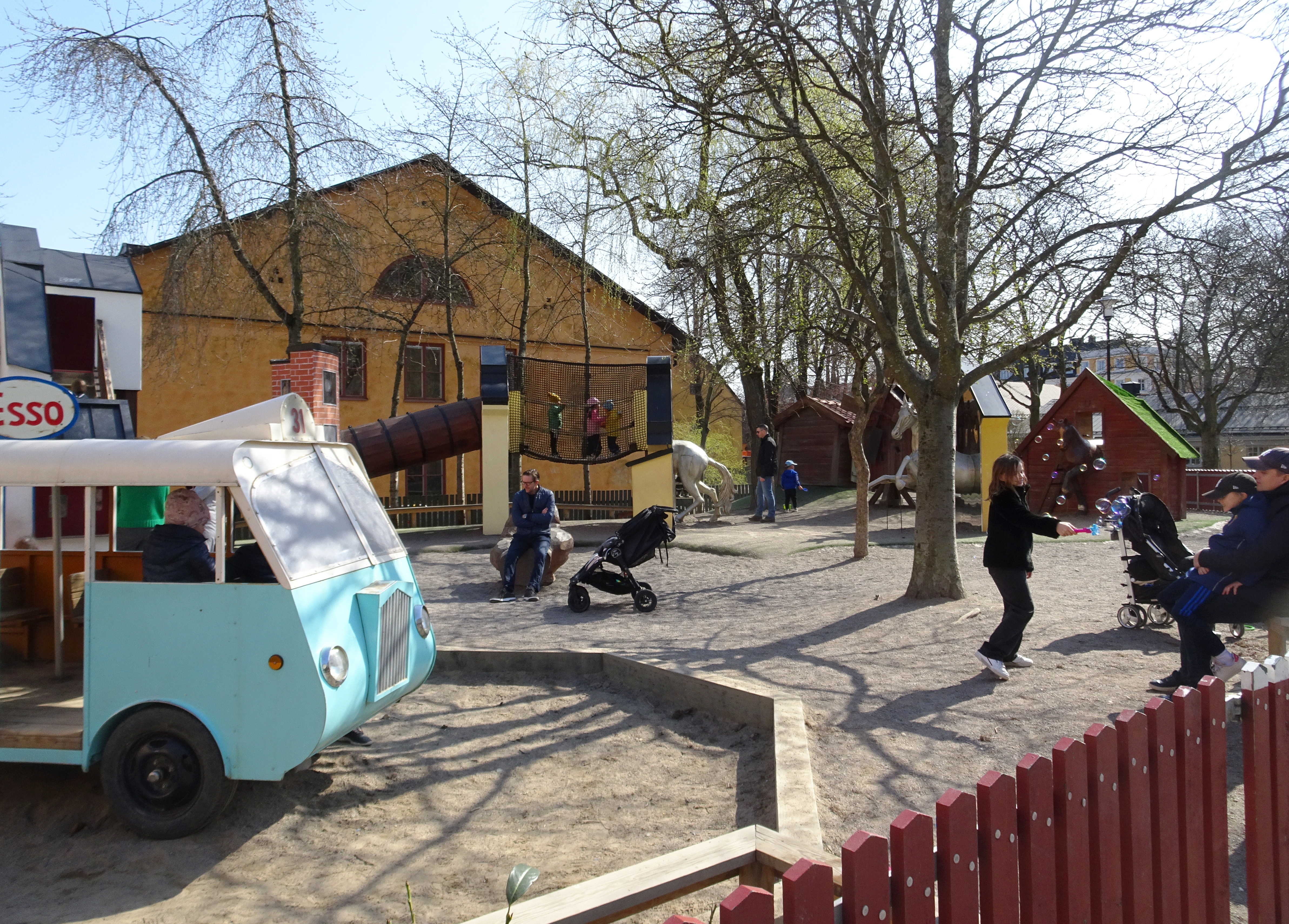
Krubbans lekplats, april 2021.

Krubbans lekplats är en kommunal temalekpark vid Linnégatan 64 på Östermalm i Stockholm. Lekplatsen, som invigdes i december 2019, har sitt namn efter kvarteret Krubban där den är belägen.

## Beskrivning
Krubbans lekplats anlades i nordvästra hörnet av kvarteret Krubban. Förutom officersstallet var platsen obebyggd. Kvarterets historiska bebyggelse består av bland annat Oxenstiernska malmgården och den numer försvunna väderkvarnen Kurckan samt kaserner för några av kronans regementen. Under en kortare tid fanns även en Esso bensinstation där lekplatsen nu ligger. Det är dessa byggnader och verksamheter som var inspirationskällan till lekparkens gestaltning. Lekplatsen kom till efter ett medborgarförslag från 2015. Målet var att skapa en lekplats som sätter fart på fantasin och lockar både pojkar, flickor och deras föräldrar till lek.
Utformningen sköttes av AJ Landskap i samarbete med skulptören Johan Ferner Ström och konstnären Tor Svae, båda kända från liknande anläggningar. Bland lekplatsens pittoreska bebyggelse märks 1600-tals husgavlar, små röda stugor, en väderkvarn, dessutom hästar, en bensinmack, och en karusell formad som en stor hand samt en ljusblå buss som skall påminna om den klassiska busslinjen 31 på Östermalm.

## Bilder

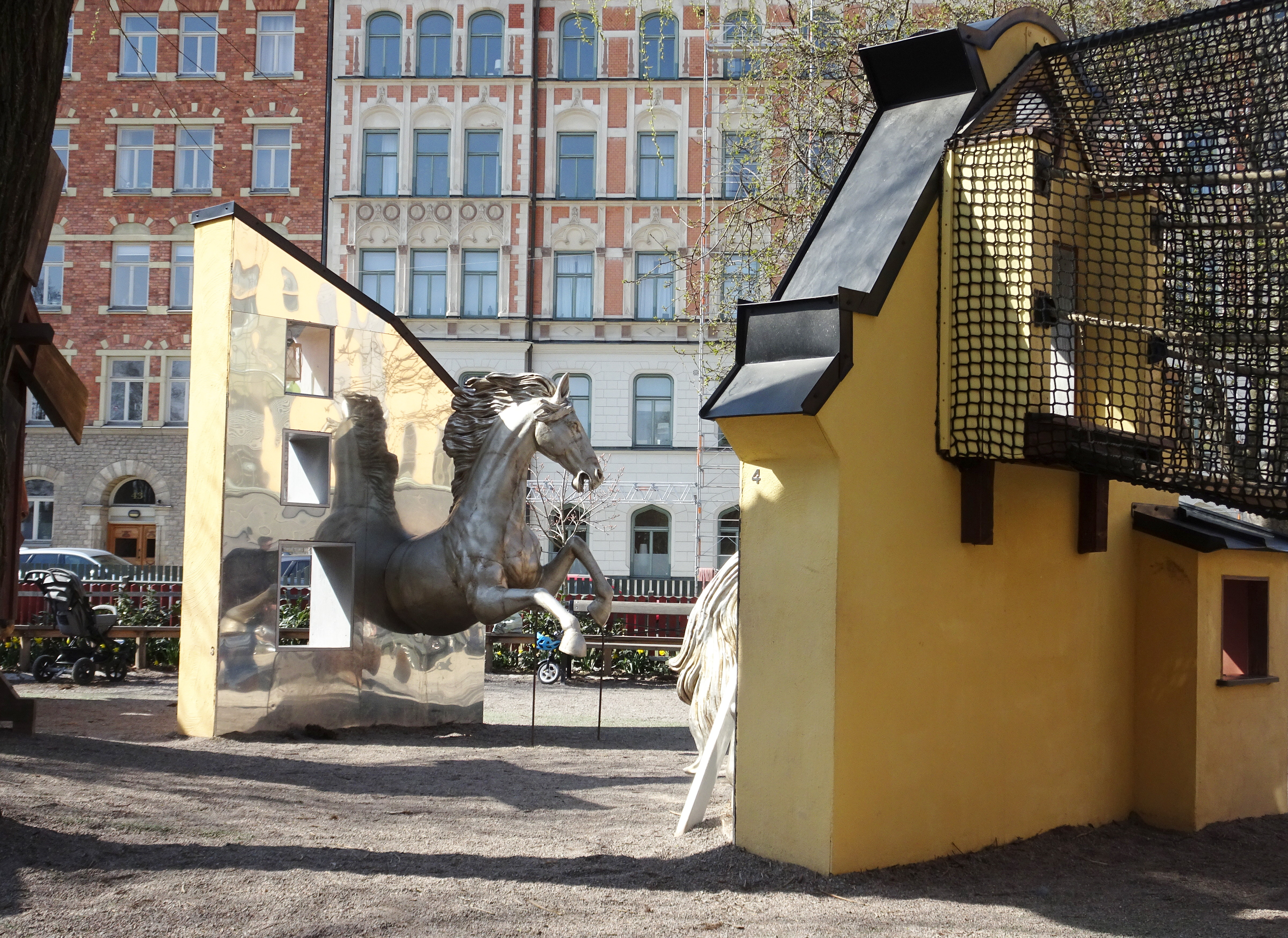
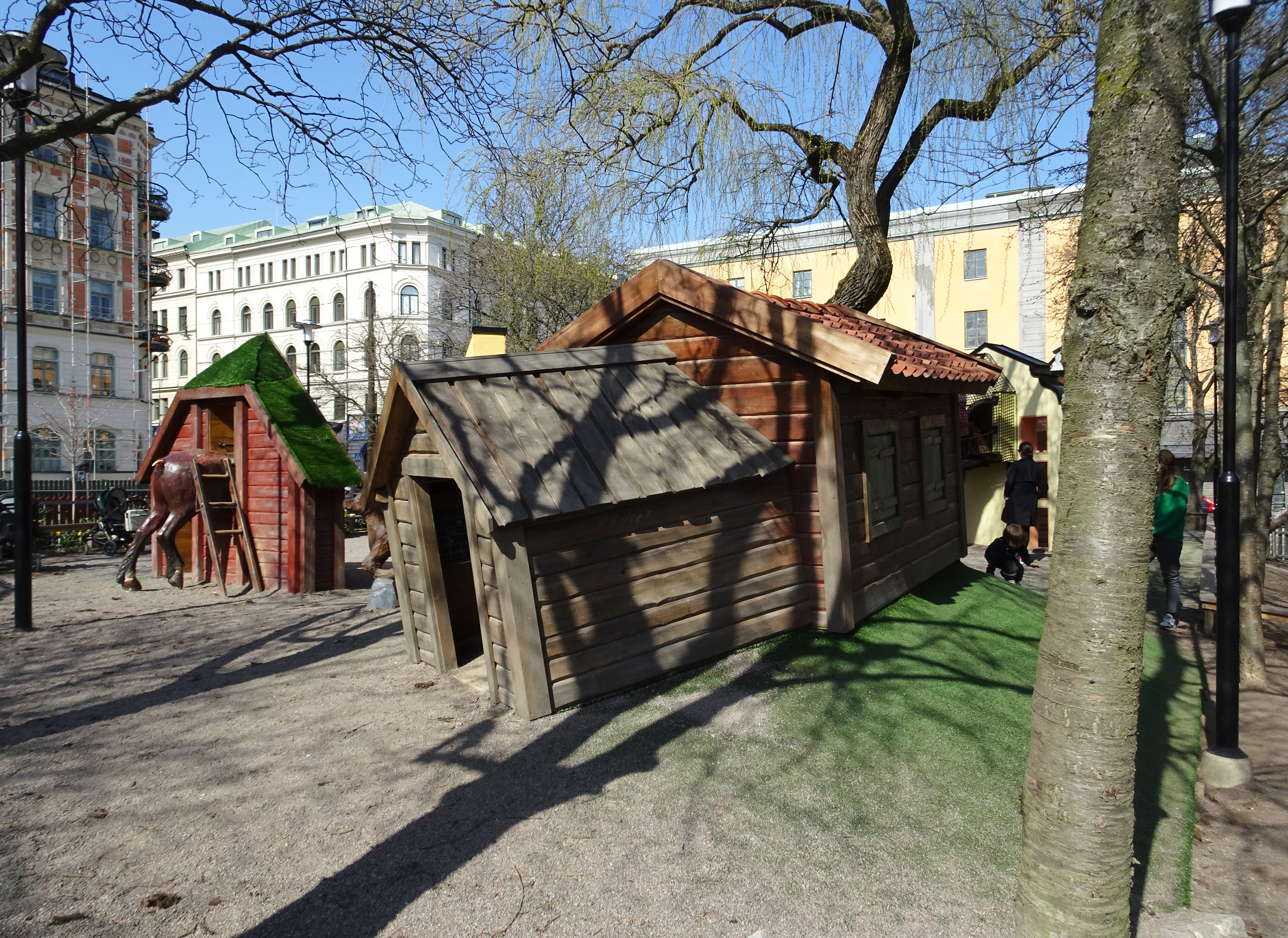
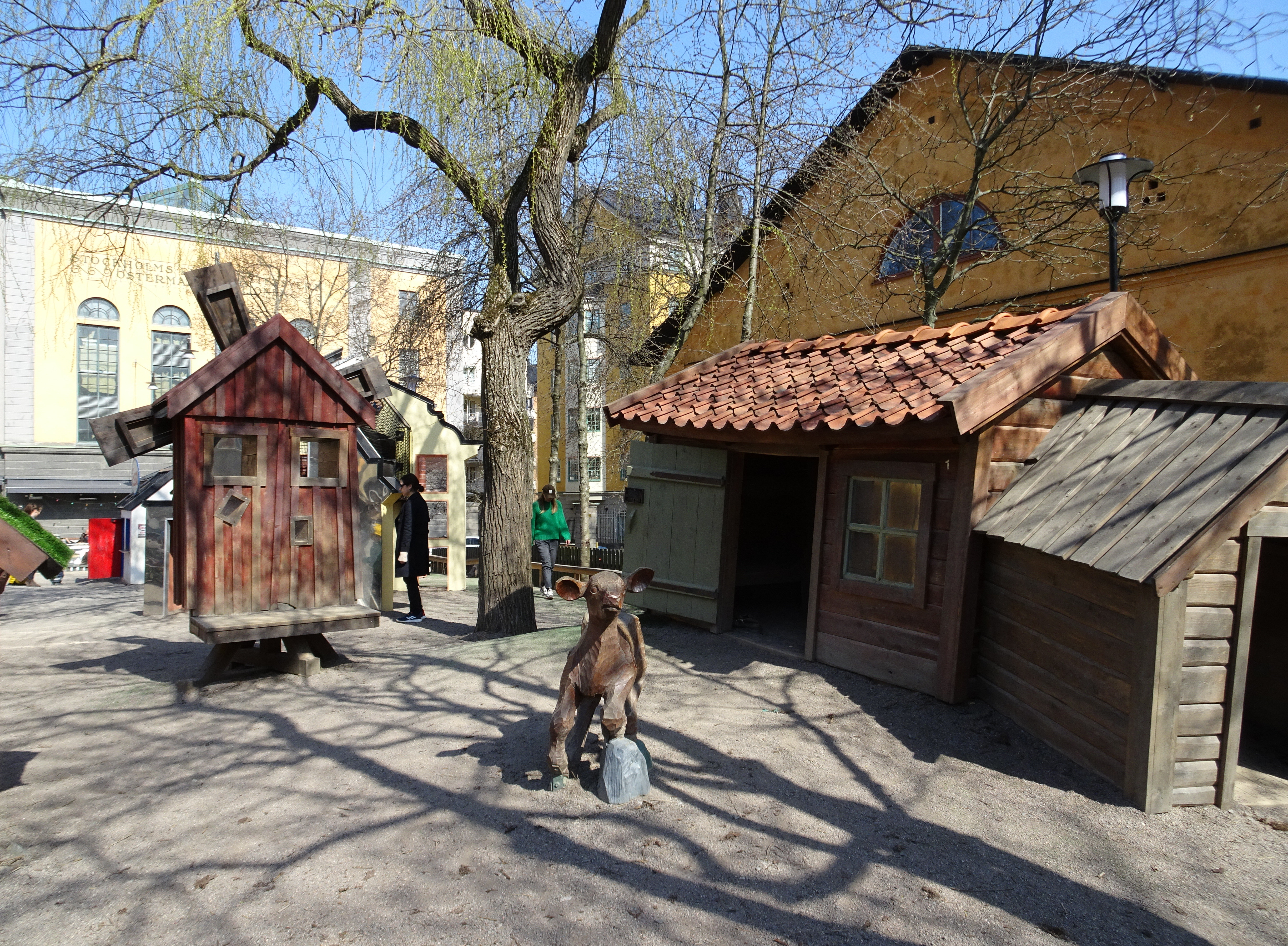
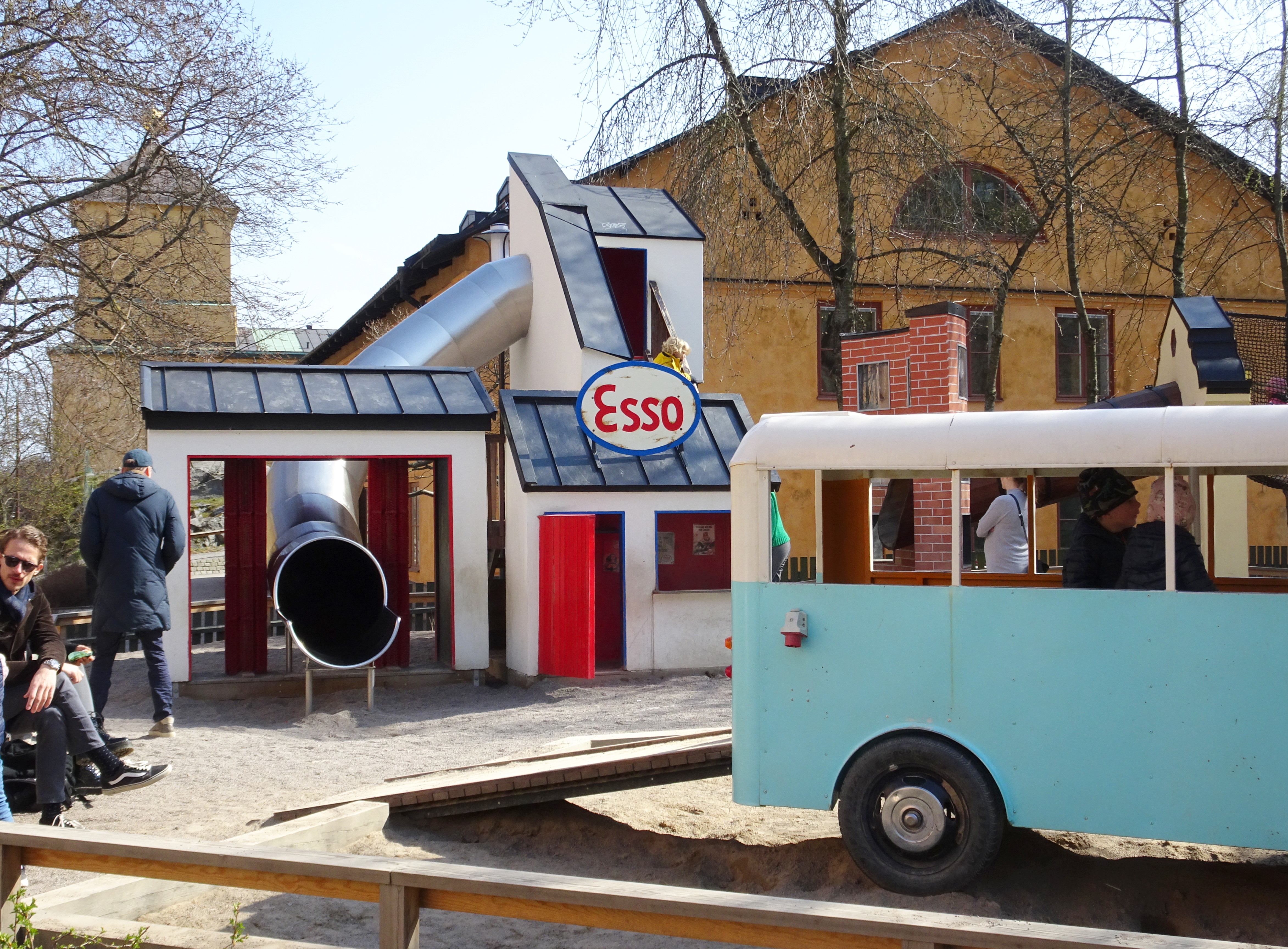